# Ольхово (Гродненская область)
Ольхово (бел. Альхова) — деревня в Волковысском районе Гродненской области Белоруссии. Входит в состав Росского сельсовета. Расположена в 26 км от Волковыска, в 11 км от железнодорожной станции Россь, в 85 км от Гродно. Население 95 человек (2015).

## История
С 1919 года в составе БССР. С марта 1921 года в составе Польши. С ноября 1939 года в составе БССР.